# Průkaz původu
Průkaz původu (PP) je doklad, potvrzující plemeno a vlastnosti zvířete. Je vystaven zvířeti na platném formuláři uznaném patřičnou chovatelskou asociací. 
Průkaz původu obsahuje:
1. Rodokmen zvířete a identifikační údaje o něm
2. Výpis nejméně tří generací předků
3. Přílohu, v níž jsou uvedeny výsledky výstav, závodů, zkoušek, svodů a bonitací.